# Les Mahoney
Les Mahoney ist ein US-amerikanischer Schauspieler, Filmproduzent und Drehbuchautor. Als Schauspieler ist er für die Darstellung kantiger und skurriler Charaktere, sowohl komödiantisch als auch dramatisch, bekannt.

## Leben
Mahoney nahm während seiner Schulzeit Spanischunterricht und reiste später durch Mittel- und Südamerika. Er lebte einige Zeit in Mexiko, Guatemala und Venezuela und spricht fließend Spanisch. Seit dem 16. November 2007 ist er mit der Schauspielerin Tammy Ridenour verheiratet. Er hat zwei Töchter und zwei Enkeltöchter.
Von 2007 bis 2008 spielte er in den Serien Murder by the book – Die echten Thriller und Secretos mit und gab dabei sein Debüt als Fernsehschauspieler. 2008 erhielt er eine Rolle in der Filmproduktion Frost/Nixon. Ab 2009 fungierte er, überwiegend in Kurzfilmen, als Produzent, seit 2011 zusätzlich als Drehbuchautor. Von 2010 bis 2015 stellte er in fünf Episoden der Fernsehserie Hollywood Wasteland die Rolle des Morris dar. 2012 spielte er im Horrorfilm Devil Inside die kleinere Rolle des Coroner und hatte im selben Jahr Episodenrollen in den Fernsehserien 1000 Wege, ins Gras zu beißen und Fatales Vertrauen – Dem Mörder so nah inne.
Sein Film Mike Case in: The Big Kiss Off gewann beim Hollywood & Vine Film Festival 2013 vier Auszeichnungen, darunter für die beste Regie (Justin Baird), die beste Filmmusik (Edward „Tex“ Miller), den besten Schauspieler (Mahoney) und den Hauptpreis, den Großen Preis der Jury. 2014 erhielt er eine Nebenrolle im Blockbuster The Return of the First Avenger. 2015 produzierte er den Spielfilm Granny’s House und verfasste außerdem das Drehbuch.
Eine der Hauptrollen als Harrison Spencer übernahm er im Film Alone, für den er als Produzent und Drehbuchautor fungierte. 2024 spielte er die Rolle des Riggs im Monsterfilm Ape X Mecha Ape: New World Order, der vom Filmstudio The Asylum produziert wurde.
Mahoney ist Präsident der Filmproduktionsfirma Vagabond Entertainment.

## Filmografie (Auswahl)

### Schauspiel
- 2007–2008: Murder by the book – Die echten Thriller (Murder by the Book, Fernsehserie, 3 Episoden)
- 2007–2008: Secretos (Miniserie, 3 Episoden, verschiedene Rollen)
- 2008: Frost/Nixon
- 2008: Surviving Terror (Fernsehfilm)
- 2009: Knock ‘Em Dead, Kid
- 2009: Illuminati (Angels and Demons)
- 2009: The Sanctum (Fernsehserie)
- 2009: Rules
- 2009: Your Kid Ate What? (Fernsehserie, 1 Episode)
- 2009: Basement Jack
- 2009: Bollywood to Hollywood (Kurzfilm)
- 2009: Hold It Like a Baby
- 2009: Falling in Love... Without a Paddle! (Kurzfilm)
- 2009: Inside the Box (Fernsehfilm)
- 2009: Diamond Confidential (Kurzfilm)
- 2009: Blue Movies (Kurzfilm)
- 2009: Sin by Silence (Kurzfilm)
- 2009: Tangerine Sky
- 2009: Not Making it in the City (Kurzfilm)
- 2010: Anica 2148: The Scale War (Kurzfilm)
- 2010: Das Sarah Silverman Programm (The Sarah Silverman Program., Fernsehserie, Episode 3x04)
- 2010: A Basketball Jones (Kurzfilm)
- 2010: Changing Times (Kurzfilm)
- 2010: The Ride (Kurzfilm)
- 2010: Brando Unauthorized
- 2010: Dirty South
- 2010: Green Clean: Eco Clean! (Kurzfilm)
- 2010: Calypso (Kurzfilm)
- 2010: Allegiance (Kurzfilm)
- 2010–2015: Hollywood Wasteland (Fernsehserie, 5 Episoden)
- 2011: Killer Priest
- 2011: Target Kill (Fernsehserie, Episode 1x01)
- 2011: Perfect Picture (Kurzfilm)
- 2011: The Man from Jalisco (Kurzfilm)
- 2011: Say Goodbye (Kurzfilm)
- 2011: The Duel (Fernsehserie)
- 2011: Got Home Alive (Fernsehserie, Episode 1x03)
- 2011: I Am Singh
- 2011: Belief by the Ethnic Wonders (Kurzfilm)
- 2011: When Nature Calls: A Brief History (Kurzfilm)
- 2012: Devil Inside
- 2012: 1000 Wege, ins Gras zu beißen (1000 Ways to Die, Fernsehserie, Episode 5x09)
- 2012: Fatales Vertrauen – Dem Mörder so nah (Unusual Suspects, Fernsehserie, Episode 3x05)
- 2012: Diana (Kurzfilm)
- 2012: Coldwood
- 2012: The Catch (Kurzfilm)
- 2012: Rising Sun (Kurzfilm)
- 2012: Walk of Fame (Kurzfilm)
- 2012: Finding Focus
- 2012: Killer Kids (Fernsehserie, Episode 2x01)
- 2012: La Verdad: Beginnings (Fernsehserie, 2 Episoden)
- 2012: The Tinsel Zone (Fernsehserie, Episode 1x02)
- 2012: The Poet (Kurzfilm)
- 2013: Zombie Ed
- 2013: League of Redemption (Kurzfilm)
- 2013: Cereal Killer (Kurzfilm)
- 2013: Dead of Night (Fernsehserie, Episode 1x03)
- 2013: Mike Case in: The Big Kiss Off
- 2013: In Search of the Black Knight
- 2013: Holiday Plans
- 2014: The Return of the First Avenger (Captain America: The Winter Soldier)
- 2014: Undying Dreams
- 2014: Angry Video Game Nerd: The Movie
- 2014: Suspense (Fernsehserie, Episode 1x04)
- 2014: Dgeneration (Kurzfilm)
- 2015: Granny’s House
- 2016: Available
- 2016: Ugly Shoes
- 2017: The Ghost Side (Kurzfilm)
- 2020: Asian Treasure
- 2020: Alfie Zimmer (Kurzfilm)
- 2021: Alone
- 2022: Adrift
- 2022: Unschuldig verurteilt? (Reasonable Doubt, Fernsehserie, Episode 5x10)
- 2023: The Real Murders of Atlanta (Fernsehserie, Episode 2x16)
- 2023: We the People with Judge Lauren Lake (Fernsehserie, Episode 2x17)
- 2024: Ape X Mecha Ape: New World Order
- 2024: My Secret with Country Boys (Miniserie)
- 2024: Never Too Old (Kurzfilm)
- 2024: My Gift-Wrapped Billionaire (Miniserie)
- 2024: Winning Back the EX (Miniserie)
- 2024: Will You Be My Love Again? (Miniserie, Episode 1x59)
- 2024: My Billion Dollar Waiter (Miniserie)
- 2024: My Callboy CEO (Miniserie)
- 2024: Love at Midnight (Miniserie)
- 2024: The Lady Boss from Betrayed to Beloved (Miniserie)

### Filmschaffender
- 2009: Falling in Love... Without a Paddle! (Kurzfilm; Produktion)
- 2009: Tangerine Sky (Produktion)
- 2011: Belief by the Ethnic Wonders (Kurzfilm; Produktion, Drehbuch)
- 2011: When Nature Calls: A Brief History (Kurzfilm; Produktion, Drehbuch)
- 2012: The Poet (Kurzfilm; Produktion, Drehbuch)
- 2013: Mike Case in: The Big Kiss Off (Produktion, Drehbuch)
- 2015: Granny’s House (Produktion, Drehbuch)
- 2016: Available (Produktion, Drehbuch)
- 2017: The Ghost Side (Kurzfilm; Produktion, Drehbuch)
- 2020: Asian Treasure (Produktion, Drehbuch)
- 2021: Alone (Produktion, Drehbuch)
- 2022: Adrift (Produktion, Drehbuch)